# Tangeh-ye Yek
Tangeh-ye Yek (em persa: تنگه يك, também romanizada como Tangeh Yek; também conhecida como Bahār Tangeh, Tangeh, Tang Yek, Tingeh e Tongeh) é uma aldeia do distrito rural de Bahmanshir-e Jonubi, no condado de Abadan, na província de Fars, Irã.
Segundo o censo de 2006, sua população era de 2 726 habitantes, em 505 famílias.